# Kunta Kinteh Island
Kunta Kinteh Island (dawniej James Island) – wyspa w zachodniej Gambii na rzece Gambia. Znajdują się tu ruiny XVII-wiecznego fortu (Fort James), które wraz z kilkoma innymi historycznymi budowlami w Gambii (głównie w pobliskiej miejscowości Albreda) zostały w 2003 roku wpisane na listę światowego dziedzictwa UNESCO.
Pierwszymi Europejczykami, którzy w XVI wieku dotarli do brzegów wyspy, byli Portugalczycy, którzy nadali jej nazwę Wyspa Świętego Andrzeja (port. Isla de Andrea). Po raz pierwszy osiedlili się tu jednak dopiero w kolejnym stuleciu Niemcy bałtyccy i Łotysze z Księstwa Kurlandii, lenna Rzeczypospolitej. W 1651 roku Kurlandczycy ogłosili wyspę swoją kolonią i założyli tu fort i posterunek handlowy, chociaż Brytyjczycy, posiadający wówczas prawo handlu na terenach obecnej Gambii, już wcześniej przydzielili to terytorium dwóm innym kompaniom. Kurlandzki fort otrzymał nazwę fort Jakuba na cześć Jakuba Kettlera – księcia Kurlandii.
W ciągu kilku stuleci swojej historii fort kilkakrotnie zmieniał właścicieli, należał do Holendrów, Brytyjczyków i Francuzów, przejściowo znajdował się także w rękach miejscowych piratów. Został też co najmniej trzykrotnie zniszczony (dwa razy przez Francuzów, a raz przypadkiem, kiedy wyleciała w powietrze prochownia). Pod rządami Korony Brytyjskiej wyspa i fort zostały nazwane na cześć króla Jakuba II Stuarta (ang. James II). W rękach Francuzów fort nazywał się Fort Jacques lub Fort Saint-Jacques.
Wyspę ostatecznie opuszczono w 1829 roku, kiedy istniał już nowy fort na St. Mary’s Island w rejonie dzisiejszego miasta Bandżul.
W 2011 roku wyspa otrzymała swoją obecną nazwę na cześć Kunty Kintego – bohatera powieści Korzenie – Saga amerykańskiej rodziny amerykańskiego pisarza o gambijskich korzeniach Alexa Haleya.